# Kokamidopropylobetaina
Kokamidopropylobetaina – organiczny związek chemiczny z grupy amidów, pochodna betainy. Jest związkiem powierzchniowo czynnym. Stosowany jako składnik szamponów.
Otrzymywany w reakcji oleju kokosowego lub uzyskanych z niego kwasów tłuszczowych z dimetyloaminopropyloaminą (DMAPA, Me
2NCH
2CH
2CH
2NH
2). Powstająca (kokamidopropylo)dimetyloamina jest alkilowana solą sodową kwasu chlorooctowego, dając końcowy produkt.